# Kardos
Kardos es un pueblo húngaro perteneciente al distrito de Szarvas, condado de Békés.

## Superficie
Cuenta con una superficie de 42,79 km².

## Demografía
Hasta 2024 la población era de 503 habitantes, con una densidad de población de 11,75 hab/km².
| Gráfica de evolución demográfica de Kardos entre 2020 y 2024 |
|                                                              |
| Datos según la Oficina Central de Estadística de Hungría.    |